# Quirobalista

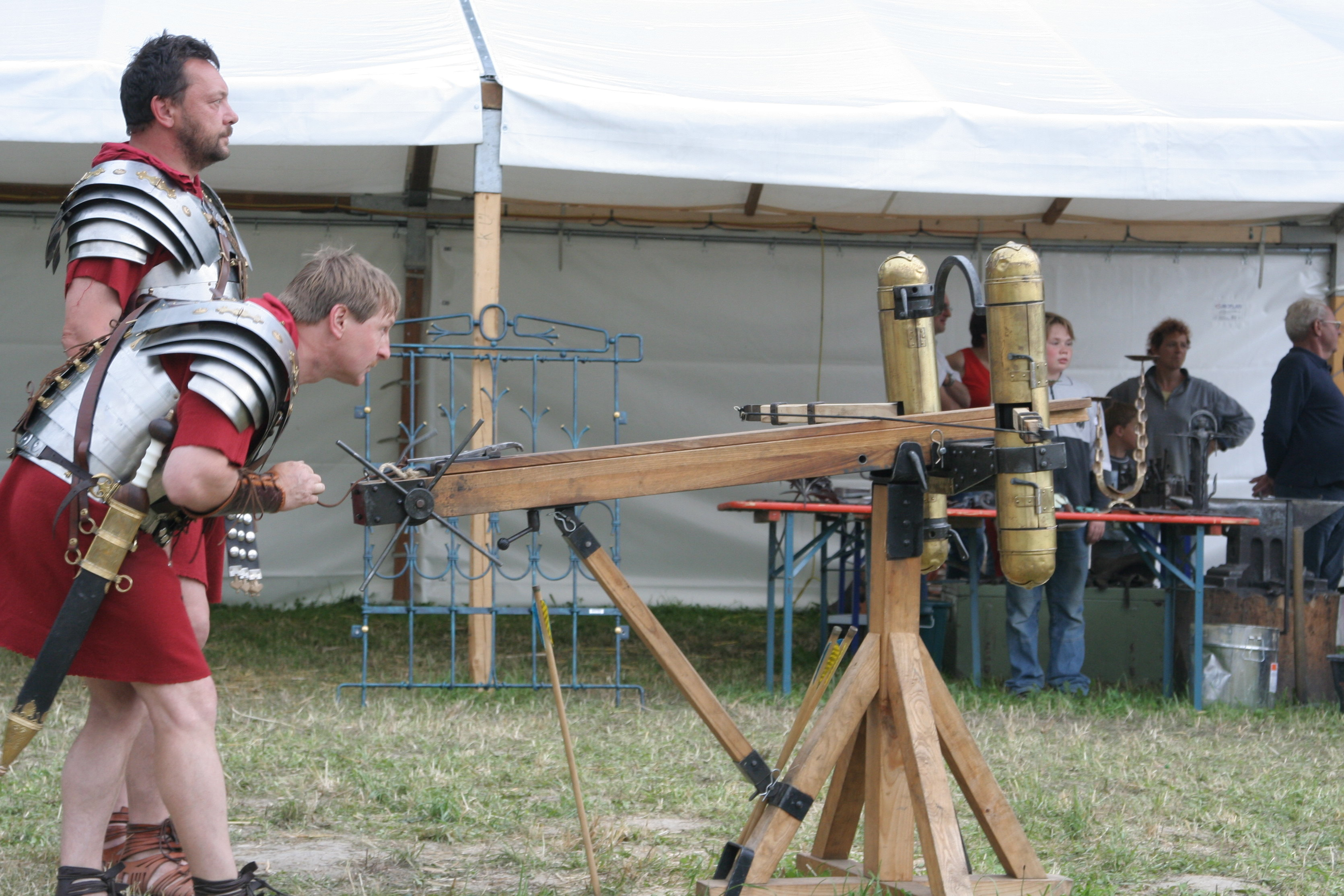
Reconstrucción de una quirobalista de la época de Trajano.

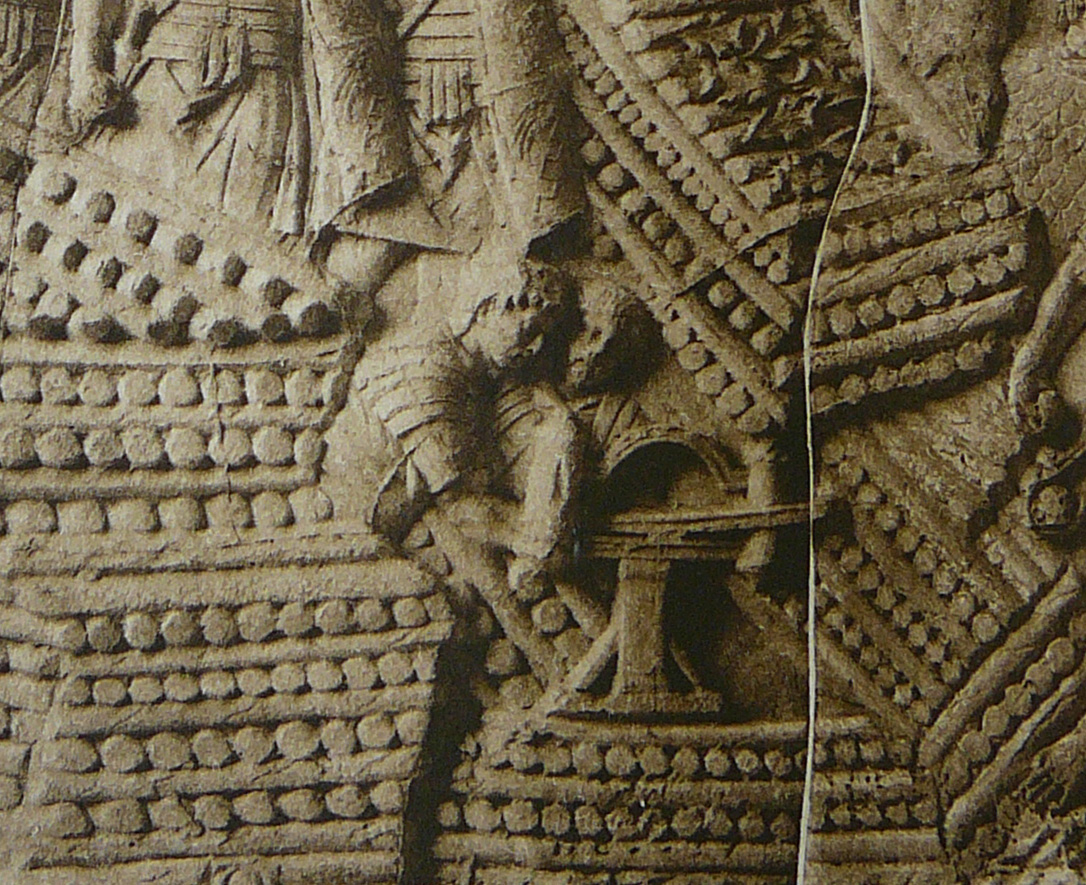
Representación de quirobalista manejada por dos hombres en la Columna de Trajano.

Quirobalista o manubalista era un arma de asedio del ejército romano.

## Historia
La necesidad de aligerar las pesadas armas de asedio lanzadoras llevó en torno al año 100, a Apolodoro de Damasco, arquitecto de las campañas dacias del emperador romano Trajano, a proyectar un nuevo tipo de escorpión sustituyendo algunas partes de madera, pesadas y voluminosas, con estructuras de hierro con más potencia de lanzamiento. Se trataba de la quirobalista, (o manubalista o arcobalista)
Era una balista de mano, un arma de asedio, que consistía en un dispositivo mecánico de aspecto y mecanismo similares a los de una balista, pero de menor tamaño. Se trataba sustancialmente de un escorpión de dimensiones un poco más reducidas, con la única diferencia de estar construida casi completamente de metal, incluidos el mecanismo de resorte y las madejas, estas últimas "alojadas" en dos cilindros laterales de bronce. El tipo de material permitía reducir el tamaño y el peso, sin penalizar a las prestaciones del arma, con una precisión aún mejor. De esta arma se construyeron también versiones transportables sobre dos ruedas (la carrobalista), del tamaño de una ballesta (sólo el mecanismo era diferente). Su manejabilidad y ligereza permitía sustituir rápidamente las partes averiadas en el campo de batalla.

La manubalista descubierta por el profesor Nicolae Gudea en la ciudad rumana de Cluj-Napoca, consiste básicamente en dos anillos circulares de hierro batido, combinados con dos barras rectas, sujeto todo con remaches y colocado sobre un soporte de madera. Un proyectil lanzado con el arma encontrada, podría perforar el escudo de un enemigo desde una distancia de 800 m.

## Etimología
- Quirobalista es un compuesto de las siguientes términos: del griego χείρ/khéir, "mano" y balista del latín vulgar balista, del latín clásico ballista, a su vez derivado del griego βαλλιστής, de βάλλω "arrojar".
- Manubalista (balista de mano) es una compuesto del latín manus/"mano" y balista.